# Hiện tượng hỗ cảm
Hiện tượng hỗ cảm là hiện tượng khi cường độ dòng điện chạy trong các mạch biến đổi thì từ trường do mỗi mạch sinh ra và gửi qua diện tích của mạch kia sẽ thay đổi theo. Kết quả là trong các mạch đều xuất hiện dòng điện cảm ứng.
Các dòng điện cảm ứng đó gọi là các dòng điện hỗ cảm.

## Hiện tượng

Hiện tượng hỗ cảm

Giả sử có 2 mạch điện kín {\displaystyle C_{1}\,} và {\displaystyle C_{2}\,} đặt cạnh nhau trong đó các dòng điện cường độ {\displaystyle I_{1}\,} và {\displaystyle I_{2}\,} chạy qua (hình).

## Suất điện động hỗ cảm. Độ hỗ cảm
Suất điện động gây ra dòng điện hỗ cảm được gọi là suất điện động hỗ cảm. Công thức của nó cũng tuân theo định luật cơ bản của hiện tượng cảm ứng điện từ, nghĩa là:
{\displaystyle \xi _{hc}=-{d\phi _{m} \over dt}\,}
Với {\displaystyle \phi _{m}\,} là từ thông gửi qua mạch điện {\displaystyle C_{1}\,} hoặc {\displaystyle C_{2}\,} mà ta xét.
Trong công thức:
{\displaystyle \phi _{m12}=M_{12}I_{1}\,}
Thì {\displaystyle \phi _{m12}\,} là từ thông do dòng {\displaystyle I_{1}\,} sinh ra và gửi qua diện tích của mạch {\displaystyle C_{2}\,}
Còn {\displaystyle M_{12}\,} là một hệ số tỉ lệ, gọi là độ hỗ cảm của hai mạch {\displaystyle C_{1}\,} và {\displaystyle C_{2}\,}
So sánh các công thức, ta nhận thấy rằng: độ hỗ cảm M có cùng đơn vị như độ tự cảm L, nghĩa là cũng được tính ra Henry.

## Ứng dụng
Hiện tượng hỗ cảm được ứng dụng để chế tạo máy biến thế. Đó là một dụng cụ rất quan trọng trong kỹ thuật điện. Ngoài ra còn ứng dụng trong phát thanh, truyền hình qua không gian...